# Gephyromantis redimitus
Espèce
Synonymes
- Rana redimita Boulenger, 1889
- Mantidactylus redimitus (Boulenger, 1889)

Statut de conservation UICN

 LC  : Préoccupation mineure
Gephyromantis redimitus est une espèce d'amphibiens de la famille des Mantellidae.

## Répartition

Aire de répartition de Gephyromantis redimitus.

Cette espèce est endémique de Madagascar. Elle se rencontre du niveau de la mer jusqu'à 850 m d'altitude du mont Marojejy jusqu'à massif d'Andringitra, ainsi que sur les îles de Sainte-Marie et Nosy Mangabe,.

## Publication originale
- Boulenger, 1889 : Descriptions of new Reptiles and Batrachians from Madagascar. Annals and Magazine of Natural History, sér. 6, vol. 4, p. 244-248 (texte intégral).